# 小林尽
小林尽（1977年5月25日—）日本男性漫畫家。出身於千葉縣，現住在東京都新宿區。B型血。代表作是《校園迷糊大王》、《夏日風暴！》。

## 來歷
2000年於講談社第65屆週刊少年Magazine新人漫畫獎獲得佳作。
2002年起至2009年在《週刊少年Magazine》、《Magazine SPECIAL》連載《校園迷糊大王》和《校園迷糊大王Z》。
2006年8月起在《月刊GANGAN WING》上連載《夏日風暴！》。
2011年5月起在《別册少年Magazine》上連載《一路平安！》。

## 人物
- 興趣包括籃球、生存遊戲、旅行等。
- 喜歡的電影是《教父》。
- 因為京都的親緣關係，常常以近畿地方地名來給作品登場人物命名。
- 冬天愛穿汗衫。
- 與有馬啟太郎是相好[1]。

## 作品列表
東立出版社代理用粗體字表示。
連載
- 校園迷糊大王（《週刊少年Magazine》2002年47號－2008年34號、《Magazine SPECIAL》2003年2月號 - 2008年5月號，全22冊，講談社）
  - 校園迷糊大王Z（《Magazine SPECIAL》2008年9月號－2009年6月號，全1冊，講談社）
- 夏日風暴！（《月刊GANGAN WING》2006年10月號 - 2009年5月號 → 《月刊GANGAN JOKER》2009年5月號 - 2010年10月號，全8冊，史克威爾艾尼克斯）
- 一路平安！（日语：一路平安!）《別册少年Magazine》2011年6月號 - 2012年6月號，全2冊，講談社）
- （原作：目黑雲雀，4格漫畫，《少年Jump＋》2014年9月－2016年2月連載，續篇，全3冊，集英社）
  - （原作：目黑雲雀，4格漫畫，《Jump LIVE》第2號／2013年12月－2014年1月在網路發佈，全9話，收錄在第3冊，集英社）[2]

讀切
- 歸來的瘋狂假面（原作：安藤慶周，《Jump Square》2008年2月號，集英社）
- （東日本大震災慈善團體同人誌「pray for Japan」，2011年）[3]

原作擔任
- 戀歌（作畫：津山吉邊（第1話）、江本溫（第2話），《Magazine Dragon（日语：マガジンドラゴン）》1號（2007年12月）、2號（2009年1月），講談社）
  - 《週刊少年Magazine》2008年2·3合併號發佈的宣傳漫畫，由小林執筆。

### 電子小說
- 第24TOKYO區（原畫）

### 其它
- Sunday×Magazine HXL（日语：ヒーロークロスライン#サンデー×マガジン クロスライン）（人物設定）
- 電視動畫相關插圖
  - 夏日風暴！（第13話片尾插圖）
  - 瑪莉亞†狂熱（第2話片尾插圖）
  - 化物語（第參話片尾插圖）
  - 嬉皮笑園（第21話片尾插圖）
  - 向陽素描×365（第11話片尾插圖）
  - 花丸幼稚園（第1話片尾插圖）
  - 吸血鬼同盟（第2話片尾插圖）
  - 荒川爆笑團（第1話片尾插圖）
  - ef - a tale of melodies.（第9話預告插圖）
  - 魔法少女小圓（第4話預告插圖）
  - 悠久持有者！ ～魔法老師！2～（第10話片尾插圖）
- 鎖鏈戰記V（卡片插圖：莫大脅威、幼老婆）

## 助手
- 江尻立真（日语：江尻立真）
- 奈央晃徳
- 木下由一

## 外部連結
- 小林尽的X（前Twitter） （日語）
- （日語）－非官方 作者摘要網站